# 藤並村
藤並村（ふじなみむら）は、和歌山県有田郡にあった村。現在の有田川町の南西端、紀勢本線・藤並駅の周辺にあたる。

## 地理
- 山岳：白蕨山

## 歴史
- 1889年（明治22年）4月1日 - 町村制の施行により、熊井村・水尻村・岡田村・奥村・植野村・土生村・天満村・下津野村・野田村・明王寺村・小島村の区域をもって発足。
- 1926年（大正15年）8月8日 - 紀勢鉄道西線宮原駅 - 藤並駅間が開通。藤並駅前で開通披露式、藤並村で開通祝賀会が開かれた[1]。
- 1955年（昭和30年）4月16日 - 田殿村・御霊村と合併して吉備町が発足。同日藤並村廃止。

## 教育
- 藤並村田殿村学校組合立吉備中学校[2]
- 藤並村立藤並小学校[3]

## 交通

### 鉄道路線
- 日本国有鉄道
  - 紀勢西線（現・紀勢本線）
    - 藤並駅
- 有田鉄道
  - 有田鉄道線
    - 藤並駅 - 田殿口駅 - 下津野駅

### 道路
現在は旧村域に阪和自動車道の有田インターチェンジ、湯浅御坊道路の有田南インターチェンジ・吉備湯浅パーキングエリアが所在するが、当時は未開通。